# Sídliště Jih (Písek)
Jih (původně Družba, též sídliště Jih) je název druhého největšího píseckého sídliště, které bylo navrženo pro 4000 lidí. Nachází se na jižním okraji jihočeského města Písku nedaleko autobusového nádraží. Sídliště je na severu ohraničeno železniční tratí číslo 201 Tábor-Ražice, na západě ulicí Nádražní a na jihu a východě samotným okrajem města. Začalo vznikat koncem 70. let 20. století na místě starší zástavby (obytné domy a továrny), polí a luk pod vedením architektů českobudějovického Stavoprojektu Jana Franty, Stanislava Hanzala a Oldřicha Drahovzala pod názvem Družba. Kromě obytných domů byly postaveny i kulturní dům (někdy nazývaný Diskokomplex Jih), centrum služeb a základní i mateřská školka. Zhruba uprostřed byla ve směru východ-západ naprojektována široká promenáda, která začínala u paneláku s fontánou Ryby od píseckého sochaře Jiřího Prachaře a pokračovala průchodem mezi centrem služeb (dnes supermarket a pošta) a na druhé straně kulturním domem. Vyúsťovala na ulici Nádražní a dále navazovala v přímé linii na ulice Baarova a Na Pakšovce. Původní domky se zahradami v ulici Truhlářská severně od centra služeb byly demolovány a nahrazeny nižšími panelovými bytovkami částečně pyramidálního tvaru s širokými balkony směrem do nových zahrádek.